# Münchenwiler
Münchenwiler (fr. Villars-les-Moines) – gmina (niem. Einwohnergemeinde) w Szwajcarii, w kantonie Berno, w regionie administracyjnym Bern-Mittelland, w okręgu Bern-Mittelland. Jest eksklawą kantonu.

## Demografia
W Münchenwiler mieszka 518 osób. W 2020 roku 14,5% populacji gminy stanowiły osoby urodzone poza Szwajcarią.

## Transport
Przez teren gminy przebiega autostrada A1.